# W49B
W49B（也稱為SNR G043.3-00.2或3C 398）是在韋斯特豪特49（W49）中的一個星雲。這個星雲可能是在大約1,000年前爆炸的一顆Ib或Ic超新星的殘骸，它可能產生伽瑪射線暴並留下一個黑洞的殘骸。

## 星雲
W49B是一個距離地球大約33,000光年的超新星殘骸，電波觀測顯示它有4弧分的外殼，紅外線的影像有形成"桶狀"的"環"（直徑大約25光年），並且有來自鐵和鎳的禁線發射的強烈X射線沿著棒狀軸心向外輻射。W49B也是銀河系中最明亮的γ射線源之一，但在可見光的波長下看不見它。
W49B還有一些不平常的屬性。它顯示有來自鉻和錳的X射線排放，這只有在另一個超新星殘骸中層觀察到。星雲中的鐵只出現在西半部，但其它的元素則分布在整個星雲中。
外殼被解釋為星際物質中的氫被星風吹出的氣泡，但通常氣泡只出現在炙熱的明亮恆星周圍。遠離銀河盤面的氣體非常稀少，因此它在可見光的亮度非常黯淡。外殼寬約10秒差距，厚約1.9秒差距，在內部有X射線噴流。東南的噴流到達外殼的地方有一個衝激波。

## 超新星
超新星殘骸中鐵和鎳的數量，以及不對稱的性質，意味著這是顆由初始質量約為25 M☉的恆星形成由噴流驅動的Ib或Ic超新星，而這種超新星被認為是長時間γ射線暴的來源。超新星殘骸的屬性顯示，這顆超新星大約在1,000年前爆發。
鉻和錳等在矽的核合成產生的重元素數量表明，超新星本身爆炸的能量不足以產生γ射線暴，但並不能完全排除這種情況的可能性。

## 殘骸
超新星的核心塌陷形成的殘骸，可能是中子星或黑洞。儘管預期中子星將是清晰可見，但在W49B中並未探測到。這一點，以及對這個星雲預測最好的模型，意味著殘骸是一個黑洞。

## 外部連結
- . 2013-02-13  [2017-05-12]. （原始内容存档于2022-03-12）.

- Flora Graham. . New Scientist. 2013-02-15  [2017-05-12]. （原始内容存档于2013-04-11）.